# Burg Haigerloch
Die Burg Haigerloch, auch Römerturm, Oberstadtturm, Oberer Turm oder Hoher Turm genannt, ist der Rest einer Höhenburg auf einem schmalen langgezogenen 462 m ü. NHN hohen Felssporn links der Eyach in der Oberstadt der Stadt Haigerloch im Zollernalbkreis in Baden-Württemberg.

## Geschichte und Anlage
Die Burg wurde um 1000 von den Herren von Haigerloch erbaut und 1095 als „castrum Haigerloch“ erwähnt, im 12. Jahrhundert ausgebaut und im 13. Jahrhundert zerstört. Ehemalige Besitzer der Burg waren auch die Grafen von Hohenberg und die Fürsten von Hohenzollern-Sigmaringen. Seit 1974 ist die Stadt Haigerloch Besitzer der Anlage.
Seine heutige Gestalt erhielt der Turm, der früher einen Fachwerkaufsatz mit Krüppelwalmdach hatte, 1744 bis 1746 durch den Haigerlocher Baumeister Christian Großbayer anlässlich des Umbaus zum Glockenturm für die nur wenige Meter entfernte Oberstadtkirche St. Ulrich, die 1839 abgerissen wurde. Der „Römerturm“ steht in keiner Beziehung zur Römerzeit, sondern ist ein romanisches Bauwerk.
Der quadratische Buckelquaderbau des Bergfrieds hat bis zur umlaufenden Brüstung an der Aussichtsplattform eine Höhe von 19,5 Meter mit einem Hocheingang in 10,5 Meter Höhe auf einer Grundfläche von 10,8 mal 10,8 Meter mit einer Mauerstärke von 3,4 bis 3,6 Meter.
Nach aufwändiger Sanierung des oktogonalen Turmaufsatzes ist seit Sommer 2016 das Glockengeläut wieder in Betrieb und der Turm als Aussichtsturm besteigbar.